# Saint-Julien-sur-Cher
Saint-Julien-sur-Cher is een gemeente in het Franse departement Loir-et-Cher (regio Centre-Val de Loire) en telt 663 inwoners (1999). De plaats maakt deel uit van het arrondissement Romorantin-Lanthenay.

## Geografie
De oppervlakte van Saint-Julien-sur-Cher bedraagt 16,1 km², de bevolkingsdichtheid is 41,2 inwoners per km².
De onderstaande kaart toont de ligging van Saint-Julien-sur-Cher met de belangrijkste infrastructuur en aangrenzende gemeenten.

## Demografie
Onderstaande figuur toont het verloop van het inwonertal (bron: INSEE-tellingen).